# Czarna polewka (powieść)
Czarna polewka – siedemnasty tom cyklu Jeżycjada. Powieść autorstwa Małgorzaty Musierowicz, z ilustracjami autorki, wydana w 2006.
Akcja toczy się w roku 2004 podczas wakacji. Czarna Polewka opowiada o losach rodziny Borejko.

## Treść
Ignacy Grzegorz Stryba, jedenastolatek z loczkiem na czole, zwany również Miągwą przez swego kuzyna Józinka, szpieguje swoją siostrę, która spotyka się z Wolfim. Niespodziewanie poznaje tajemniczą dziewczynkę - Dianę (Czekoladkę). Zakochuje się w niej, lecz nie wszystkim to się podoba.
Tytułową „czarną polewkę” Ignacy Borejko serwuje wpierw Róży i Fryderykowi, a po kilkunastu minutach także Laurze i Wolfiemu. Ci ostatni w porywie chwili postanawiają uciec do Zakopanego, gdzie mają zamiar się pobrać. Po drodze zgarniają nieokrzesanego, rozgadanego autostopowicza Bodzia. W wyniku spowodowanej przez Bodzia awarii samochodu, ale i dzięki jego zaradności, cała trójka dociera do pałacu w Śmiełowie, który Laura odwiedziła kiedyś ze swoją matką oraz siostrą. Wolfi nalega na ślub w tutejszym kościele, ale Laura po uzyskaniu informacji o tym, że nie dostała się na studia, odmawia. Niespodziewanie w Śmiełowie zjawia się jednak cała rodzina Laury łącznie z Januszem Pyziakiem oraz rodzice Wolfiego.
Pyza stara się przekonać dziadka do lepszego traktowania Fryderyka, ojca jej dziecka, lecz Ignacy Borejko nie daje się przekonać. Młodzi są niezrażeni i, podtrzymywani na duchu przez ciotki, które zafundowały im mieszkanie, proszą o zgodę na ślub Gabrysię. Ta zgadza się.
Mała Mila dorasta. Powraca marnotrawny mąż Gabrysi Borejko i prosi o przebaczenie. Powraca również Trolla, lecz nie sama. Jest z nią niepełnosprawny Mirek, którego nie akceptuje Józinek.

## Bohaterowie
- Laura Pyziak – córka Gabrysi Borejko; ucieka z domu zaraz po maturze, aby wyjść za mąż za Wolfiego. Jest z natury buntownicza lecz bardzo romantyczna
- Wolfgang Amadeusz Schoppe – narzeczony Laury
- Ignacy Grzegorz Stryba – jedenastolatek; śledzi Laurę na prośbę dziadka.
- Diana (Czekoladka) – "dziewczyna" Ignasia; jej ojciec jest przeciwny temu "związkowi".
- Bodzio – autostopowicz; zabiera się razem z Laurą i Wolfim. Późniejszy przyjaciel Wolfiego; niezmiernie irytuje Laurę.
- Hildegarda Schoppe – siostra Wolfganga; przy pomocy Piotra Żeromskiego zdobywa dla Laury suknię ślubną i dowód osobisty.
- Piotr Żeromski – narzędzie w rękach Żaby; informuje rodzinę Borejków o zbliżającym się ślubie.
- Janusz Pyziak – marnotrawny były mąż Gabrysi; ojciec Laury i Róży.
- Rodzina Schoppe
- Rodzina Borejków